# Трент Сейнсбері
Трент Сейнсбері (англ. Trent Sainsbury, нар. 5 січня 1992, Перт) — австралійський футболіст, захисник катарського клубу «Аль-Вакра» та національної збірної Австралії.

## Клубна кар'єра
Народився 5 січня 1992 року в місті Перт. Вихованець юнацьких команд футбольних клубів «Перт Глорі» та АІС. 2010 року став гравцем клубу «Сентрал-Кост Марінерс», але у перші два сезони зрідка виходив на поле, програючи конкуренцію досвідченому нідерландцю Патріку Звансвейку. У сезоні 2012/13 став основним гравцем і відразудопоміг клубу стати чемпіоном Австралії. Сам Сейнсбері був названий найкращим гравцем клубу та був включений до символічної збірної чемпіонату.

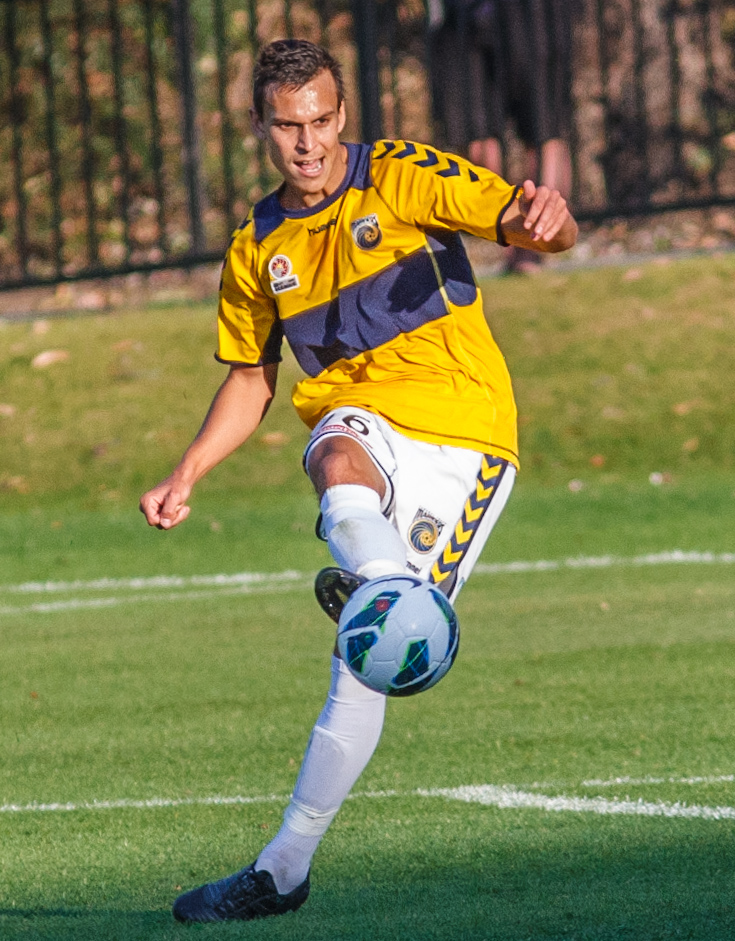
Трент Сейнсбері у складі «Сентрал-Кост Марінерс». 2012 рік.

Після такого вдалого виступу, інтерес до Трента проявляли англійські «Саутгемптон» та «Мідлсбро», а також швейцарський «Базель». На початку 2014 року Сейнсбері підписав контракт на два з половиною роки з нідерландським «Зволле». 6 лютого в матчі проти «Утрехта» він дебютував у Ередивізі. У другому таймі цього поєдинку Трент отримав перелом колінної чашечки і вибув до кінця сезону. Незважаючи на це, він став володарем Кубка Нідерландів, хоча участі в матчі не брав. Після відновлення Сейнсбері завоював місце в основі і допоміг команді виграти Суперкубок Нідерландів 2014 року. 6 грудня 2015 року в поєдинку проти НЕКа він забив свій перший і єдиний гол за «Зволле».
У січні 2016 року Трент перейшов у китайський «Цзянсу Сунін». Сума трансферу склала 1 млн євро. 5 березня у матчі проти «Шаньдун Лунен» він дебютував у китайській Суперлізі. 20 липня у поєдинку проти «Хебей Чайна Форчун» Сейнсбері забив свій перший гол за нову команду.
31 січня 2017 року Сейнсбері на правах оренди перейшов у італійський «Інтернаціонале». 28 травня в матчі останнього туру італійської Серії A проти «Удінезе» він дебютував за новий клуб, замінивши Давіде Сантона в кінці матчу. Цей вихід дозволив Сейнсбері стати першим австралійцем, що зіграв за «Інтернаціонале» (австралійці Натан Коу та Карл Валері, що раніше перебували у складі «Інтера», так і не дебютували за основну команду). Цей матч так і залишився єдиним за італійський гран і незабаром після цього Трент повернувся до «Цзянсу», де провів ще пів року.
У лютому 2018 року Сейнсбері на правах оренди перейшов у швейцарський «Грассгоппер». 31 березня у матчі проти «Туна» він дебютував у швейцарській Суперлізі і до кінця сезону відіграв за команду з Цюриха 9 матчів в національному чемпіонаті.

## Виступи за збірні
У 2007 році дебютував у складі юнацької збірної Австралії. Зі збірною до 17 років у 2008 році став переможцем Юнацького чемпіонату АФФ, а також чвертьфіналістом Юнацького кубка Азії. Всього взяв участь у 12 іграх на юнацькому рівні, відзначившись одним забитим голом.
Протягом 2009–2011 років залучався до складу молодіжної збірної Австралії. У 2011 році у її складі взяв участь у молодіжному чемпіонаті світу у Колумбії. На турнірі він зіграв у всіх трьох матчах, але його збірна не вийшла в плей-оф. Всього на молодіжному рівні зіграв у 9 офіційних матчах.
У липні 2013 року у складі національної збірної Австралії Сейнсбері поїхав на Кубок Східної Азії, де став єдиним польовим гравцем, який не використовувався тренером Гольгером Осієком на турнірі.
4 вересня 2014 року дебютував в офіційних іграх у складі національної збірної Австралії в товариському матчі проти збірної Бельгії (0:2), а вже на початку наступного року потрапив в заявку національної команди на участь в домашньому Кубку Азії 2015 року. На кубку Трент зіграв у шести матчах, при цьому в грі проти ОАЕ (2:0) забив свій перший гол за збірну, а також став кращим гравцем фінального матчу — проти Південної Кореї (2:1)
У 2017 році Сейнсбері взяв участь у Кубку конфедерацій у Росії. На турнірі він зіграв у всіх трьох матчах, але його збірна не вийшла в плей-оф. Аналоічні показники Сейнсбері зі збірною здобув і на чемпіонаті світу 2018 року, що також проходив у Росії.
Наразі провів у формі головної команди країни 46 матчів, забивши 3 голи.
| Дата       | Місто           | Господарі          | Результат  | Гості             | Турнір                        | Голи | Примітки |
| ---------- | --------------- | ------------------ | ---------- | ----------------- | ----------------------------- | ---- | -------- |
| 4-9-2014   | Льєж            | Бельгія            | 2 – 0      | Австралія         | товариський матч              | -    |          |
| 8-9-2014   | Лондон          | Саудівська Аравія  | 2 – 3      | Австралія         | товариський матч              | -    | 6'       |
| 10-10-2014 | Абу-Дабі        | ОАЕ                | 0 – 0      | Австралія         | товариський матч              | -    |          |
| 18-11-2014 | Осака           | Японія             | 2 – 1      | Австралія         | товариський матч              | -    |          |
| 9-1-2015   | Мельбурн        | Австралія          | 4 – 1      | Кувейт            | Кубок Азії 2015 - 1-й етап    | -    |          |
| 13-1-2015  | Сідней          | Австралія          | 4 – 0      | Оман              | Кубок Азії 2015 - 1-й етап    | -    |          |
| 17-1-2015  | Брисбен         | Австралія          | 0 – 1      | Південна Корея    | Кубок Азії 2015 - 1-й етап    | -    |          |
| 22-1-2015  | Брисбен         | Австралія          | 2 – 0      | КНР               | Кубок Азії 2015 - чвертьфінал | -    |          |
| 27-1-2015  | Ньюкасл         | Австралія          | 2 – 0      | ОАЕ               | Кубок Азії 2015 - півфінал    | 1    |          |
| 31-1-2015  | Сідней          | Австралія          | 2 – 1 д.ч. | Південна Корея    | Кубок Азії 2015 - Фінал       | -    |          |
| 30-3-2015  | Скоп'є          | Північна Македонія | 0 – 0      | Австралія         | товариський матч              | -    | 46'      |
| 12-11-2015 | Канберра        | Австралія          | 3 – 0      | Киргизстан        | Відбір до ЧС 2018             | -    |          |
| 24-3-2016  | Аделаїда        | Австралія          | 7 – 0      | Таджикистан       | Відбір до ЧС 2018             | -    | 81'      |
| 29-3-2016  | Сідней          | Австралія          | 5 – 1      | Йорданія          | Відбір до ЧС 2018             | -    |          |
| 4-6-2016   | Сідней          | Австралія          | 1 – 0      | Греція            | товариський матч              | -    |          |
| 7-6-2016   | Мельбурн        | Австралія          | 1 – 2      | Греція            | товариський матч              | 1    |          |
| 1-9-2016   | Перт            | Австралія          | 2 – 0      | Ірак              | Відбір до ЧС 2018             | -    |          |
| 6-9-2016   | Абу-Дабі        | ОАЕ                | 0 – 1      | Австралія         | Відбір до ЧС 2018             | -    |          |
| 6-10-2016  | Джидда          | Саудівська Аравія  | 2 – 2      | Австралія         | Відбір до ЧС 2018             | 1    |          |
| 11-10-2016 | Мельбурн        | Австралія          | 1 – 1      | Японія            | Відбір до ЧС 2018             | -    |          |
| 15-11-2016 | Бангкок         | Таїланд            | 2 – 2      | Австралія         | Відбір до ЧС 2018             | -    |          |
| 28-3-2017  | Сідней          | Австралія          | 2 – 0      | ОАЕ               | Відбір до ЧС 2018             | -    |          |
| 8-6-2017   | Аделаїда        | Австралія          | 3 – 2      | Саудівська Аравія | Відбір до ЧС 2018             | -    |          |
| 13-6-2017  | Мельбурн        | Австралія          | 0 – 4      | Бразилія          | товариський матч              | -    | 57'      |
| 19-6-2017  | Сочі            | Австралія          | 2 – 3      | Німеччина         | Кубок Конфедерацій            | -    | 64'      |
| 22-6-2017  | Санкт-Петербург | Камерун            | 1 – 1      | Австралія         | Кубок Конфедерацій            | -    |          |
| 25-6-2017  | Москва          | Чилі               | 1 – 1      | Австралія         | Кубок Конфедерацій            | -    | 72'      |
| 31-8-2017  | Сайтама         | Японія             | 2 – 0      | Австралія         | Відбір до ЧС 2018             | -    |          |
| 5-9-2017   | Мельбурн        | Австралія          | 2 – 1      | Таїланд           | Відбір до ЧС 2018             | -    |          |
| 5-10-2017  | Малакка         | Сирія              | 1 – 1      | Австралія         | Відбір до ЧС 2018             | -    |          |
| 10-10-2017 | Сідней          | Австралія          | 2 – 1 д.ч. | Сирія             | Відбір до ЧС 2018             | -    |          |
| 10-11-2017 | Сан-Педро-Сула  | Гондурас           | 0 – 0      | Австралія         | Відбір до ЧС 2018             | -    | 48'      |
| 15-11-2017 | Сідней          | Австралія          | 3 – 1      | Гондурас          | Відбір до ЧС 2018             | -    | 88'      |
| 1-6-2018   | Санкт-Пельтен   | Австралія          | 4 – 0      | Чехія             | товариський матч              | -    |          |
| 9-6-2018   | Будапешт        | Угорщина           | 1 – 2      | Австралія         | товариський матч              | -    | кап.     |
| 16-6-2018  | Казань          | Франція            | 2 – 1      | Австралія         | ЧС 2018 - 1-й етап            | -    |          |
| 21-6-2018  | Самара          | Данія              | 1 – 1      | Австралія         | ЧС 2018 - 1-й етап            | -    |          |
| 26-6-2018  | Сочі            | Австралія          | 0 – 2      | Перу              | ЧС 2018 - 1-й етап            | -    |          |
| Усього     |                 | Матчів             | 38         |                   | Голів                         | 3    |          |

## Титули і досягнення

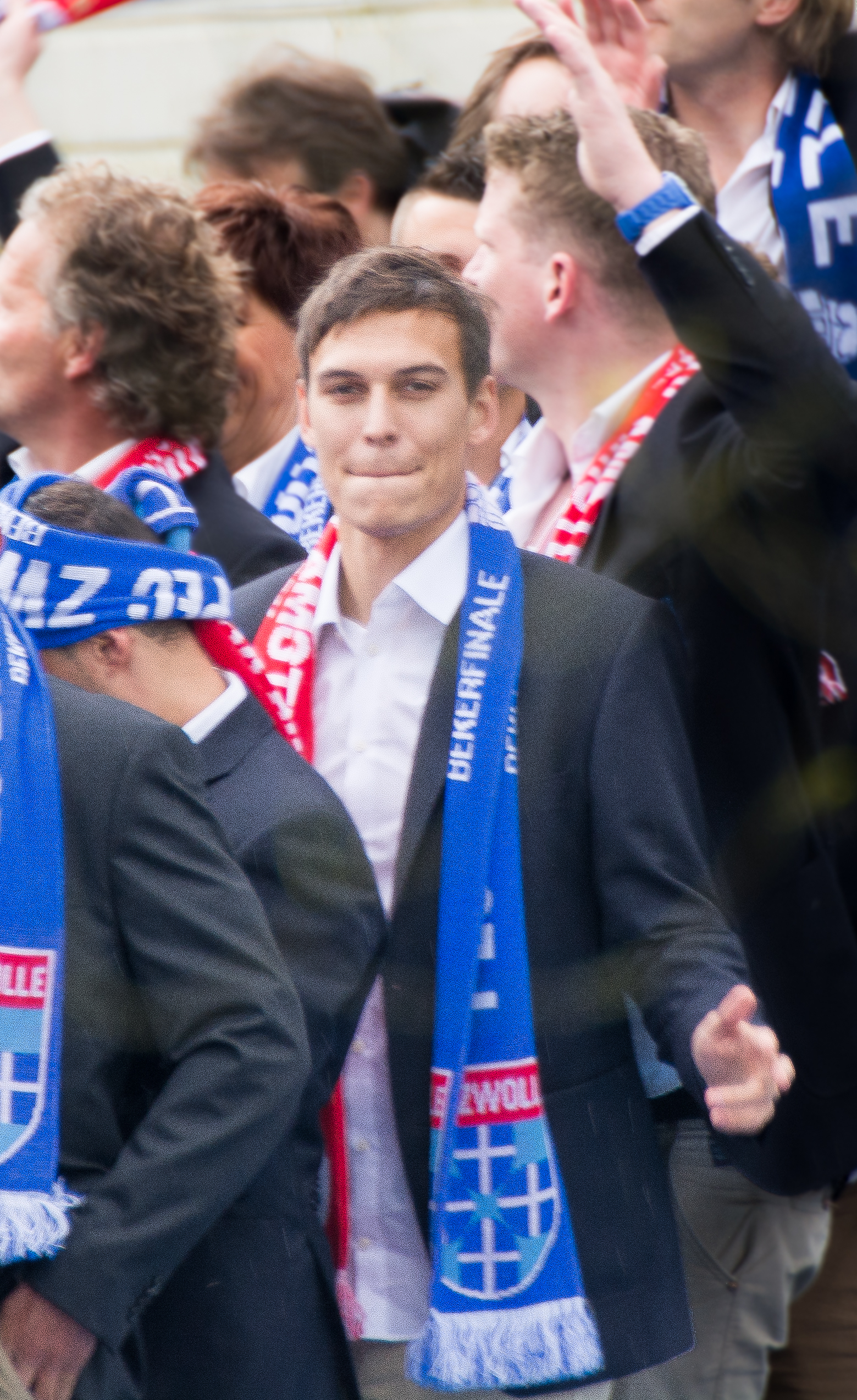
Сейнсбері святкує перемогу «Зволле» у Кубку Нідерландів. 2014 рік.

«Сентрал-Кост Марінерс»
- Чемпіонат Австралії
  - Чемпіон (1): 2012–13

 «Зволле»
- Кубок Нідерландів
  - Володар (1): 2013–14
- Суперкубок Нідерландів
  - Володар (1): 2014

 «Аль-Вакра»
- Кубок наслідного принца Катару
  - Володар (1): 2024

 Збірна Австралії
- Кубок Азії
  - Володар (1): 2015

### Індивідуальні
- Гравець року в клубі «Сентрал-Кост Марінерс»: 2013[23]
- У символічній збірній А-ліги: 2012-13
- У символічній збірній Кубка Азії: 2015[24]